# 初恋サンカイメ
『初恋サンカイメ』（はつこいサンカイメ）は、2016年12月22日にういんどみるより発売されたPC用18禁恋愛アドベンチャーゲーム。主題歌を担当したのは橋本みゆき。
人工島の霧ヶ峰を舞台に物語が繰り広げられる。ヒロイン毎に約1,600種類の表情パターンが用意され、それがE-moteでアニメーションされる。
家庭用ゲーム機向けとして、2023年6月29日にNintendo Switch版が発売された。

## あらすじ
主人公の柳木原太一は人工島の霧ヶ峰にある白隈学園で少女に出会い恋に落ちるが、初恋相手である海咲に似た容姿の幽霊であるリンに出会う。

## 登場人物
柳木原 太一（やなぎはら たいち）
身長：174cm
本作の主人公。猛勉強して白隈学園に通う1年生。
リン
声 - 遥そら
身長：120cm スリーサイズ：不明
霧ヶ峰で太一と出会った初恋相手である海咲に似た容姿の無邪気で好奇心旺盛な女の子。
楠乃葉 海咲（くすのは みさき）
声 - 遥そら
身長：163cm スリーサイズ：B86（C）/ W63/ H88
太一の初恋相手で感情表現が苦手な繊細な乙女心の持ち主。今は不明。
氷上 ゆりの（ひかみ ゆりの）
声 - 猫村ゆき
身長：165cm スリーサイズ：B89（D）/ W58/ H83
太一が所属するA-ken部の看板娘であり、1つ上の先輩でもある。
エミリア＝カリモフ
声 - 桃井いちご
身長：155cm スリーサイズ：B80（B）/ W60/ H85
幽霊に対して強い恐怖と好奇心を持つロシアからの留学生。
柳木原 翠（やなぎはら すい）
声 - 上原あおい
身長：156cm スリーサイズ：B80（C）/ W60/ H88
霧ヶ峰へとやってきた太一の妹。
久代 姫夏（くしろ ひめか）
声 - かわしまりの
身長：142cm スリーサイズ：B73（A）/ W53/ H80
A-ken部の部長の少々奇特な先輩。後輩への面倒見は比較的良い。
藤崎 未来（ふじさき みこい）
身長：157cm スリーサイズ：B82（D）/ W56/ H83
声 - 藤咲ウサ
小春の兄で将臣の従兄弟でもあり、体験留学制度で入った。
千田 千璃（せんだ せんり）
身長：160cm スリーサイズ：秘密
声 - 木村あやか
A-ken部の顧問を務めている白隈学園の古文の教師。
東川 宗近（とがわ むねちか）
声 - 森人
白隈学園の新入生で最近できた喫茶店『Eastern』の店長の息子でウェイターをしている。

## スタッフ
- キャラクターデザイン・原画 - ちこたむ、鳴海ゆう、高階聖人
- シナリオ -  御厨みくり、飯田和彦
- 音楽 - 天ヶ咲麗/iyuna、橋咲透

## ラジオ
2016年11月11日から2017年1月27日まで成瀬未亜と猫村ゆきがパーソナリティを務める『ういんどみるRadio 初恋サンカイメ』がういんどみるの特設サイト、YouTubeにて配信された。